# Андріск
Андріск (дав.-гр. ᾽Άνδρισκος), або Філіпп VI Македонський (? — 145 до н. е.) — лідер антиримського повстання у Стародавній Македонії в період 149-148 років до н. е.. Проголосив себе сином царя Персея Македонського.

## Біографічні відомості
Андріск видавав себе за сина останнього македонського царя Персея і підняв повстання македонян проти римлян у 149 до н. е. (від 168 до н. е. Македонія підпала в залежність від Риму). Прийнявши ім'я Філіппа, сина Персея, за підтримки фракійців Андріск близько року пручався римським полководцям, завдав їм кілька поразок, поки не був розбитий Цецилієм Метеллом. Тоді Андріст втік до Фракії, але був виданий одним з фракійських князів і був вимушений йти у тріумфальній ході Метелла Після цього Македонія була остаточно підкорена Римом і перетворена на римську провінцію.
Хоча більшість дослідників вважають що Андріск був самозванцем, існує і альтернативна думка. З давніх авторів її висловлював Павсаній, а з сучасних Даніель Огден. Також Огден вважав, що матір'ю Андріска була Калліппа, наложниця Персея.